# Parafia Zesłania Ducha Świętego w Radomiu
Parafia pw. Zesłania Ducha Świętego w Radomiu – parafia rzymskokatolicka usytuowana w Radomiu. Należy do dekanatu Radom-Zachód, który należy z kolei do diecezji radomskiej.

## Historia
Parafia została erygowana 6 maja 1998 roku przez bp. Edwarda Materskiego z terenu parafii pw. Matki Bożej Częstochowskiej. Tymczasowa świątynia pw. Zesłania Ducha Świętego jest drewniana i otynkowana, wzniesiona staraniem ks. Mirosława Rudnickiego. Jej poświęcenia dokonał 11 kwietnia 1999 roku bp Edward Materski.

## Proboszczowie
- 1998–2022 – ks. Mirosław Rudnicki
- od 2022 – ks. Tomasz Herc

## Terytorium
Do parafii należą wierni z Radomia mieszkający przy ulicach: ul. Czwartaków, Krańcowa, Listopadowa, Morelowa, Morwowa, Nadziei, Na Stoku, Kapturska (od nr. 21 do 42), Nowofolwarczna, Osiowa, Langiewicza, Radiowa, Aleja Róż (od nr. 13 do 27), Sierpniowa, Sarnia, Szczęśliwa, Wieżowa, Masztowa, Urodzajna, Urocza, Zielona (od nr. 27 do 62), Zajęcza, Żyzna oraz część Janiszewa ulice: Zielona (numery od 50 do 98), ul. Janiszewska (numery od 96-120), ul. Dębowa (numery od 4 do 23), ul. Sosnowa, ul. Lipowa, ul. Akacjowa, ul. Modrzewiowa, ul. Magnoliowa, ul. Brzozowa, ul. Kasztanowa, ul. Malinowa, ul. Azaliowa, ul. Seledynowa, ul. Biała, ul. Szmaragdowa, ul. Chabrowa, ul. Błękitna, ul. Srebrna, ul. Amarantowa.